# Gerhard Grenzing
Gerhard Grenzing (Insterburg, 1942) is een Duits orgelbouwer.
Grenzing leerde het vak van orgelbouwer bij Rudolf von Beckerath in Hamburg. Tussen 1967 en 1972 restaureerde hij op Mallorca historische orgels waarna hij zijn eigen bedrijf startte in El Papiol bij Barcelona. Hij bouwde orgels in diverse landen en was tussen 2006 en 2010 president van de International Society of Organbuilders.

## Werk

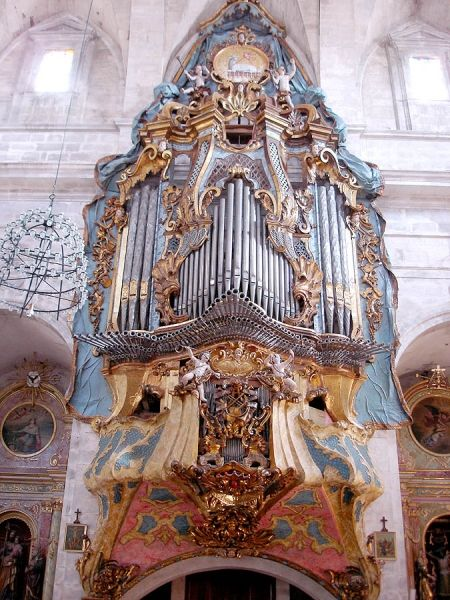
Het orgel van Santanyi (Mallorca) werd door hem gerestaureerd in 1985

| Jaar | Plaats            | Gebouw                                      | Afbeelding | Klavieren | Registers | Opmerkingen |
| ---- | ----------------- | ------------------------------------------- | ---------- | --------- | --------- | ----------- |
| 1999 | Madrid            | Kathedraal van Madrid                       |            | IV/P      | 71        |             |
| 2000 | Brussel           | Kathedraal van Sint-Michiel en Sint-Goedele |            | IV/P      | 63        |             |
| 2004 | Hanau             | Marienkirche                                |            | III/P     | 48        |             |
| 2009 | Colmenar de Oreja | Santa María la Mayorkerk                    |            | III/P     | 32        |             |
| 2009 | Taizé             | Verzoeningskerk                             |            | II/P      | 19        |             |
| 2013 | Maulbronn         | Kloosterkerk                                |            | III/P     | 35        |             |
| 2015 | Großhansdorf      | Evangelische Kerk                           |            | III/P     | 33        |             |
| 2015 | Parijs            | Maison de la Radio                          |            | 2 x IV/P  | 87        |             |